# Scsaul
A Scsaul (más néven Sóskás-patak, ukránul: Щаул [Scsaul]) patak Kárpátalján, a Fehér-Tisza bal oldali mellékvize. Hossza 17 km, vízgyűjtő területe 63,3 km². Esése 55 ‰.

## Települések a folyó mentén
- Tiszabogdány (Богдан)